# Bombus hyperboreus
Bombus hyperboreus là một loài Hymenoptera trong họ Apidae. Loài này được Schönherr mô tả khoa học năm 1809.